# Списак партизанских одреда из Војводине
Списак партизанских одреда формираних на територији Војводине у току Народноослободилачког рата, од 1941. до 1944. године. 

## Списак партизанских одреда у Банату
| одред                                | датум формирања   | место формирања | командант | политички комесар |
| ------------------------------------ | ----------------- | --------------- | --------- | ----------------- |
| Александровачки одред                | јул 1941.         | северни Банат   |           |                   |
| Белоцрквански одред                  | август 1944.      | Банат           |           |                   |
| Вршачки одред                        | август 1944.      | Банат           |           |                   |
| Драгутиновачки одред                 | јул 1941.         | северни Банат   |           |                   |
| Јужнобанатски одред                  | јул 1941.         | јужни Банат     |           |                   |
| Карађорђевачки одред                 | јул 1941.         | северни Банат   |           |                   |
| Карађорђевачко-александровачки одред | септембар 1941.   | Банат           |           |                   |
| Кикиндски одред                      | јул 1941.         | северни Банат   |           |                   |
| Куманачки одред                      | јул 1941.         | северни Банат   |           |                   |
| Куманачко-меленачки одред            | септембар 1941.   | Банат           |           |                   |
| Меленачки одред                      | јул 1941.         | северни Банат   |           |                   |
| Мокрински одред                      | јул 1941.         | северни Банат   |           |                   |
| Панчевачки одред                     | август 1944.      | Банат           |           |                   |
| Пети банатски одред                  | 18. август 1944.  | Банат           |           |                   |
| Петровградско-стајићевски одред      | јул 1941.         | северни Банат   |           |                   |
| Севернобанатски одред                | јануар 1943.      | северни Банат   |           |                   |
| Четврти банатски одред               | крајем јуна 1944. | Банат           |           |                   |

## Списак партизанских одреда у Бачкој
| одред                      | датум формирања      | место формирања | командант | политички комесар |
| -------------------------- | -------------------- | --------------- | --------- | ----------------- |
| Бачко-паланачки одред      | крајем августа 1944. | Бачка           |           |                   |
| Новосадски одред           | крајем августа 1944. | Бачка           |           |                   |
| Сомборски одред            | крајем августа 1944. | Бачка           |           |                   |
| Суботички одред            | крајем августа 1944. | Бачка           |           |                   |
| Трећи бачко-барањски одред | 11. август 1943.     | Фрушка гора     |           |                   |
| Шајкашки одред             | новембар 1941.       | Шајкашка        |           |                   |

## Списак партизанских одреда у Срему
| одред               | датум формирања          | место формирања | командант | политички комесар |
| ------------------- | ------------------------ | --------------- | --------- | ----------------- |
| Босутски одред      | 22. јул 1944.            | Срем            |           |                   |
| Други сремски одред | 19. јул 1943.            | Срем            |           |                   |
| Први сремски одред  | 19. јул 1943.            | Срем            |           |                   |
| Подунавски одред    | крајем септембра 1941.   | Срем            |           |                   |
| Посавски одред      | 22. јул 1942.            | Срем            |           |                   |
| Трећи сремски одред | почетком септембра 1942. | Срем            |           |                   |
| Фрушкогорски одред  | 9. септембар 1941.       | Срем            |           |                   |